# Le Glèbe

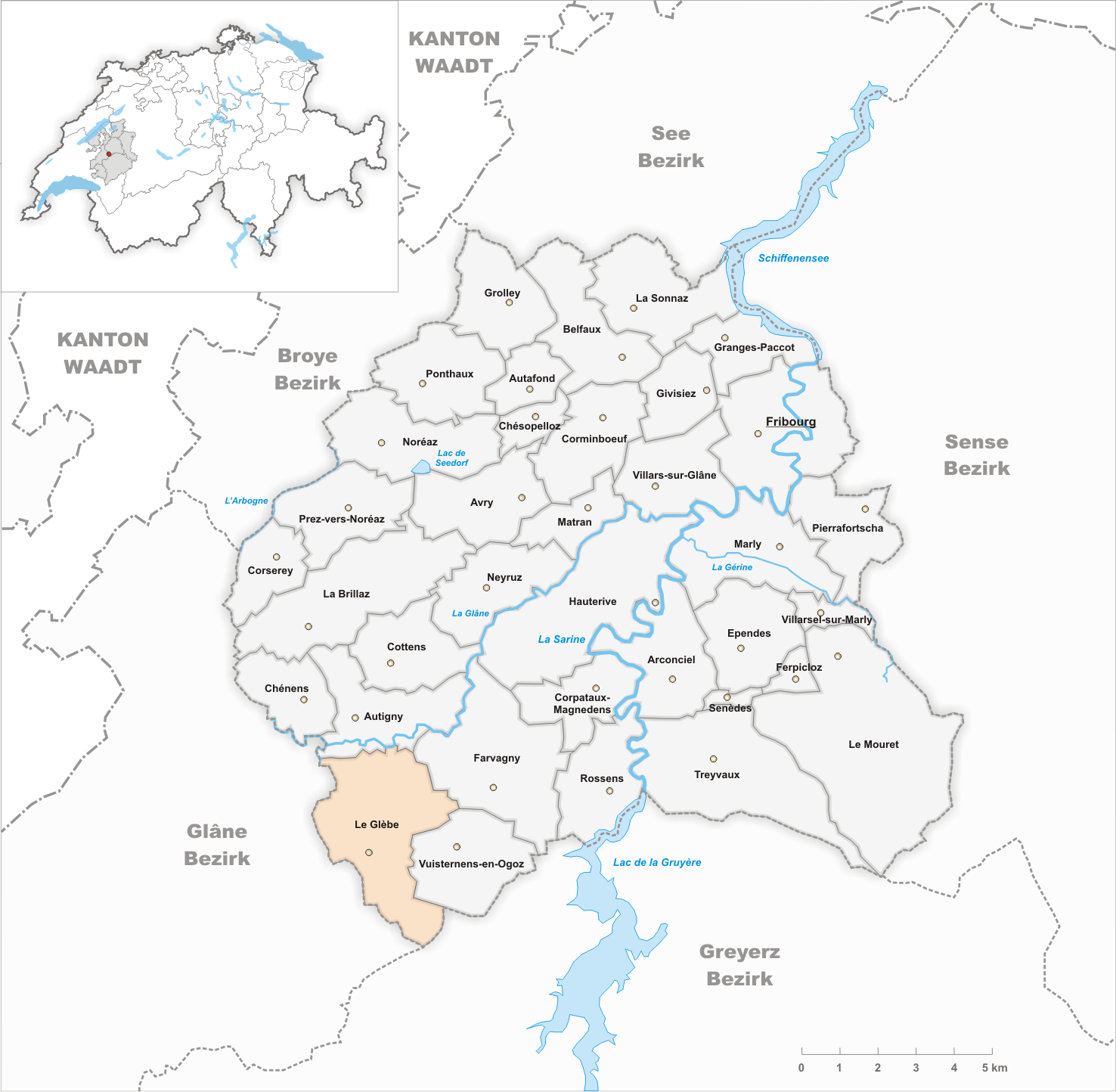
Gemeindestand vor der Fusion am 1. Januar 2016

Le Glèbe war bis am 31. Dezember 2015 eine politische Gemeinde im District de la Sarine (deutsch: Saanebezirk) des Kantons Freiburg in der Schweiz. Die Gemeinde wurde am 1. Januar 2003 aus dem Zusammenschluss der früheren Gemeinden Estavayer-le-Gibloux, Rueyres-Saint-Laurent, Villarlod und Villarsel-le-Gibloux gebildet. Am 1. Januar 2016 fusionierte Le Glèbe mit den Gemeinden Corpataux-Magnedens, Farvagny, Rossens und Vuisternens-en-Ogoz zur neuen Gemeinde Gibloux.

## Geographie
Le Glèbe liegt auf 700 bis 800 m ü. M., 14 km südwestlich der Kantonshauptstadt Freiburg (Luftlinie). Die Gemeinde erstreckt sich beidseits des Baches Ruisseau du Glèbe südlich des Tals der Glâne, am Nordfuss des Gibloux, im Molassehügelland des Freiburger Mittellandes.
Die Fläche des 10,4 km² grossen ehemaligen Gemeindegebiets umfasst einen Abschnitt des leicht gewellten Molassehügellandes südlich des Glânetals. Das Gebiet wird vom Bach Ruisseau du Glèbe entwässert, der leicht in die Molasseschichten der Umgebung eingeschnitten ist. Ganz im Norden reicht der ehemalige Gemeindeboden bis an den Flusslauf der Glâne. Von hier erstreckt er sich südwärts über ein angrenzendes Plateau, das im Westen vom Hügel des Bois de Vernex (726 m ü. M.), im Osten vom Bachlauf der Longivue begrenzt wird. Weiter nach Süden reicht der Gemeindebann über die relativ sanft ansteigenden Hänge von Villarlod (Bas de Faita 810 m ü. M.) westlich und Rueyres-Saint-Laurent (auf dem Chapy 850 m ü. M.) östlich des Ruisseau du Glèbe. Ein schmaler Zipfel dehnt sich im Süden entlang der Talmulde des Ruisseau du Glèbe bis auf den Waldkamm des Gibloux aus, auf dem mit 1204 m ü. M. der höchste Punkt von Le Glèbe erreicht wird. Dabei gehört der östliche Teil des Quellgebiets des Ruisseau du Glèbe zur Gemeinde. Von der ehemaligen Gemeindefläche entfielen 1997 7 % auf Siedlungen, 20 % auf Wald und Gehölze und 73 % auf Landwirtschaft.
Le Glèbe besteht aus den Ortsteilen Estavayer-le-Gibloux (700 m ü. M.), Rueyres-Saint-Laurent (756 m ü. M.), Villarsel-le-Gibloux (748 m ü. M.) und Villarlod (800 m ü. M.). Daneben gehören zahlreiche Einzelhöfe und auch einige Ferienhäuser zur ehemaligen Gemeinde. Nachbargemeinden von Le Glèbe waren Autigny, Farvagny, Vuisternens-en-Ogoz, Pont-en-Ogoz, Sorens und Villorsonnens.

## Bevölkerung
Mit 1260 Einwohnern (Stand 31. Dezember 2015) gehörte Le Glèbe zu den mittelgrossen Gemeinden des Kantons Freiburg. Von den Bewohnern sind 92,4 % französischsprachig, 3,5 % deutschsprachig, und 2,5 % sprechen Portugiesisch (Stand 2000). Die Bevölkerungszahl von Le Glèbe belief sich 1900 auf 937 Einwohner. Nach einem Höchststand 1910 mit 962 Einwohnern nahm die Bevölkerung bis 1970 um fast 40 % auf 593 Personen ab. Seither wurde wieder ein deutliches Bevölkerungswachstum verzeichnet, insbesondere seit den 1990er-Jahren.
Einwohnerzahlen: Volkszählungsdaten

## Wirtschaft
Le Glèbe war bis in die zweite Hälfte des 20. Jahrhunderts ein vorwiegend durch die Landwirtschaft geprägtes Dorf. Noch heute haben der Ackerbau, die Milchwirtschaft und die Viehzucht einen wichtigen Stellenwert in der Erwerbsstruktur der Bevölkerung. Weitere Arbeitsplätze sind im lokalen Kleingewerbe und im Dienstleistungssektor vorhanden, unter anderem in Betrieben des Baugewerbes, der Holzverarbeitung und der Informatik. Bei Estavayer-le-Gibloux werden mehrere Kiesgruben ausgebeutet. In den letzten Jahrzehnten hat sich das Dorf auch zu einer Wohngemeinde entwickelt. Viele Erwerbstätige sind deshalb Wegpendler, die hauptsächlich in der Region Freiburg arbeiten.

## Verkehr
Die ehemalige Gemeinde liegt abseits der grösseren Durchgangsstrassen an verschiedenen Verbindungsstrassen von Farvagny nach Romont und Villorsonnens. Der nächste Anschluss an die Autobahn A12 (Bern-Vevey) befindet sich rund 5 km von der Gemeinde entfernt. Das Gemeindegebiet ist durch die zwei Buslinien der Transports publics fribourgeois (Romont – Farvagny, Freiburg – Rueyres-Saint-Laurent) und durch eine Postautolinie (Cottens – Villarsel-le-Gibloux) an das Netz des öffentlichen Verkehrs angebunden.

## Geschichte
Das Gemeindegebiet von Le Glèbe war schon sehr früh besiedelt. So wurden bei Estavayer-le-Gibloux Überreste einer römischen Villa gefunden. Während des Mittelalters gehörten die Ortschaften von Le Glèbe zur Herrschaft Pont. 1483 kamen die Dörfer unter die Herrschaft von Freiburg und wurden der Vogtei Pont-Farvagny zugeordnet. Nach dem Zusammenbruch des Ancien Régime (1798) gehörten die Dörfer von Le Glèbe während der Helvetik zum Bezirk Romont und ab 1803 zum Bezirk Farvagny, bevor sie 1848 mit der neuen Kantonsverfassung in den Saanebezirk eingegliedert wurden. Die Pfarrkirche des Gebietes befindet sich in Estavayer-le-Gibloux.
Im Rahmen der seit 2000 vom Kanton Freiburg geförderten Gemeindefusionen entschieden sich die Bewohner von Estavayer-le-Gibloux, Rueyres-Saint-Laurent, Villarlod und Villarsel-le-Gibloux im Jahr 2002 für das Zusammengehen ihrer Gemeinden. Mit Wirkung auf den 1. Januar 2003 trat deshalb die Fusion der Dörfer zur neuen Gemeinde mit dem Namen Le Glèbe in Kraft.